# Wyższa Szkoła Oficerska Służb Kwatermistrzowskich
Wyższa Szkoła Oficerska Służb Kwatermistrzowskich im. Mariana Buczka (WSOSK) – była uczelnia Sił Zbrojnych PRL i SZ RP, funkcjonująca w latach 1971–1994 w Poznaniu.

## Historia
Utworzona Rozporządzeniem Rady Ministrów z 29 września 1971 w Poznaniu na bazie Centrum Szkolenia Służb Kwatermistrzowskich im. Mariana Buczka. Zadaniem szkoły było kształcenie kadr służb kwatermistrzowskich na poziomie licencjatu na kierunku ekonomicznym. Podchorążowie szkoły w praktyce realizowali program studiów Akademii Ekonomicznej w Poznaniu, co umożliwiało im uzyskanie kwalifikacji mających zastosowanie nie tylko w wojsku ale i w gospodarce. Studia trwały 4 lata. W strukturze uczelni funkcjonowała szkoła oficerów rezerwy przemianowana w 1980 w szkołę podchorążych rezerwy, kursy doskonalenia oficerów oraz Szkoła Chorążych Służb Kwatermistrzowskich.
W 1994, po połączeniu z Wyższą Szkołą Oficerską Wojsk Pancernych, szkołę przekształcono w Wyższą Szkołę Oficerską im. Stefana Czarnieckiego.
Po rozwiązaniu WSO utworzono Centrum Szkolenia Wojsk Lądowych.

## Tradycje
Szkoła kontynuowała tradycje szkół służb kwatermistrzowskich:
- Centrum Wyszkolenia Kwatermistrzowskiego – Warszawa, Poznań (1949–1956)
- Ośrodek Szkolenia Służb Kwatermistrzowskich – Poznań (1957–1968)
- Centrum Szkolenia Służb Kwatermistrzowskich – Poznań (1968–1971)

## Kierunki kształcenia
Szkoła kształciła na kierunku ekonomicznym w specjalnościach: finanse i rachunkowość, służba żywnościowa i mundurowa, zakwaterowanie i budownictwo oraz materiały pędne i smary. Podchorążowie kończyli kurs samochodowy i uzyskiwali prawo jazdy kategorii "B". Absolwenci uzyskiwali tytuł zawodowy ekonomisty dyplomowanego określonej specjalności.

## Struktura organizacyjna (1972)
- Komenda
- Oddział szkolenia
- Wydział planowania
- Wydział zaopatrzenia
- Wydział wydawniczy
- Wydział polityczny
- Wydział naukowo-badawczy
- Cykl ogólnokształcący
- Cykl przedmiotów społeczno-politycznych
- Cykl informatyki
- Cykl służby żywnościowej
- Cykl służby mundurowej
- Cykl służby zakwaterowania i budownictwa
- Cykl służby materiałów pędnych i smarów
- Cykl służby finansowej
- Zespół badań metodyki nauczania
- Biblioteka naukowa
- Kurs doskonalenia oficerów
- Szkoła oficerów rezerwy
- Pododdziały szkolne
- Pododdziały zabezpieczenia

## Komendanci szkoły
- gen. bryg. Julian Kowalewicz (1971–1975)
- gen. bryg. Edward Drzazga (1975–1977)
- gen. bryg. Piotr Przybyszewski (1977–1988)
- gen. bryg. prof. dr hab. Krzysztof Pajewski (1988–1994)